# Желанновское сельское поселение (Омская область)
Желанновское се́льское поселе́ние — муниципальное образование в Одесском районе Омской области Российской Федерации.
Административный центр — село Желанное.

## История
Статус и границы сельского поселения установлены Законом Омской области от 30 июля 2004 года № 548-ОЗ «О границах и статусе муниципальных образований Омской области».

## Население
| 2010  | 2011  | 2012  | 2013  | 2014  | 2015  | 2016  |
| ----- | ----- | ----- | ----- | ----- | ----- | ----- |
| 2051  | ↘2050 | ↗2054 | ↗2076 | ↗2100 | ↘2094 | ↗2100 |
| 2017  | 2018  | 2019  | 2020  | 2021  | 2023  |       |
| ↘2080 | ↘2061 | ↘2002 | ↘1972 | ↗2026 | ↘2014 |       |

## Состав сельского поселения
| № | Населённый пункт | Тип населённого пункта       | Население |
| - | ---------------- | ---------------------------- | --------- |
| 1 | Брезицк          | деревня                      | ↘294      |
| 2 | Желанное         | село, административный центр | ↗1757     |

### Упразднённые населённые пункты
Ново-Россияновка — упразднённая в 1965 году деревня.